# Heterogenea asella
 Heterogenea asella – owad z rzędu motyli, z rodziny pomrowicowatych (Limacodidae).